# دولس
دولس (بالإنجليزية: Dulles)‏ هي منطقة فردية غير مدمجة تقع في مقاطعة لودون، فرجينيا، التي هي جزء من منطقة العاصمة واشنطن. يوجد فيها مطار واشنطن دولس الدولي.